# Axillarin
Axillarin es un flavonol O-metilado. Se puede encontrar en Pulicaria crispa, Filifolium sibiricum, Inula britannica, Wyethia bolanderi en Balsamorhiza macrophylla y en Tanacetum vulgare. También puede ser sintetizado.

## Glucósidos
Axillarin 7-O-β-D-glucósido se puede encontrar en Tagetes mendocina, una planta medicinal ampliamente utilizada en las provincias andinas de Argentina.